# Ouvertüre: Der Karneval in Rom
Ouvertüre: Der Karneval in Rom är en ouvertyr av Johann Strauss den yngre. Den spelades första gången den 1 mars 1873 på Theater an der Wien i Wien.

## Historia
Den 1 mars 1873 hade Johann Strauss andra operett Der Karneval in Rom premiär på Theater an der Wien. Den spelades 54 gånger enbart under första året. 
Ouvertyrens början är hämtad från öppningskören (Nr. 16) i finalen till akt III, "Carneval, dich preisen wir mit Jubelschall", medan den efterföljande "Moderato"-delen bygger på "Bühnenmusik" (Scenmusik) från mellanaktsmusiken till akt III (Nr. 13) och Nr. 15. Dessa två melodier dyker upp på nytt, utvecklas, moduleras och arbetas samman till en "Andantino con moto" del som är hämtad från den korta duetten "Ach, nach unserm trauten Stübchen" mellan Therese och Franz i finalen till akt I (Nr. 4). En "Poco animato" länkande passage följer, åter byggd på toner från inledningen och leder vidare till ett "Allegro non troppo" med musik från Arthurs solo i början finalen till akt II (Nr. 12). Sedan följer en "Moderato" del byggd på ackompanjemanget till duetten (Nr. 15) mellan Marie och Arthur, och sedan en "Allegretto" passage från kvintetten (Nr. 8) i akt II sjungen av Arthur till orden "Ach! der Gott, der die Triebe der Freude". Denna sektion fortsätter med orkesterackompanjemanget från finalen till akt II (Nr. 12) till köravsnittet "Das ist der Ehemann, Discretion". Finalens "Allegro vivace" återvänder till kvintetten i akt II (Nr. 8), speciellt till "Più mosso" ensemblens del med orden "Ja, harren will ich an dem Ort".
Johann Strauss dirigerade själv det första framförandet av operetten den 1 mars 1873. Den 25 mars 1873 överlät han däremot taktpinnen till sin broder Eduard Strauss, som fick dirigera det första konsertanta framförandet av operettens ouvertyr vid en promenadkonsert med Capelle Strauss i Gyllene salen i Musikverein. Vid samma tillfälle framfördes även Ballettmusik aus "Der Karneval in Rom".

## Om verket
Speltiden är ca 6 minuter och 16 sekunder plus minus några sekunder beroende på dirigentens musikaliska tolkning.

## Weblänkar
- Ouvertüre: Der Carneval in Rom i Naxos-utgåvan.